# ADK 홀딩스
주식회사 ADK 홀딩스(일본어: 株式会社ADKホールディングス, 영어: ADK Holdings Inc.)는 일본의 광고 대행사 업무를 하는 기업을 통괄하는 순수 지주회사다. 비씨피이 매디슨 케이맨 엘피의 자회사다.
1999년 1월 1일에 아사히 통신사(旭通信社)와 다이이치 기획(第一企画)이 합병하여 출범한 주식회사 아사츠 디케이(약칭: ADK(에디케이))가 2019년 1월에 지주회사화·상호 변경했다.
일본의 광고시장에서 이 회사는 덴츠와 하쿠호도, 사이버 에이전트에 이어 네 번째로 큰 광고 대행사다. 중화인민공화국의 신화통신사 등과 업무 제휴 관계에 있다. 유럽(영국과 프랑스), 아시아(태국과 대한민국), 미국, 아랍에미리트 등에 현지법인과 합작회사를 두고 해외시장에서도 전개하고 있다.

## 역사
주식회사 아사히 통신사는 1956년에 이나가키 마사오를 중심으로 사원 4명으로 설립되었다. 약칭은 아사츠. 1998년 8월 WPP 그룹과 업무제휴를 맺었다. 곧 동료 광고 대행사 다이이치 기획 주식회사(1951년 설립)와 합병하여 1999년 1월 1일 Asatsu-DK(DK는 Dai-ichi Kikaku의 약자임)를 설립했다. 이나가키 마사오는 2015년 4월 16일에 사망했다. 2017년 10월, 미국 사모펀드 베인 캐피탈이 Asatsu-DK를 1,520억 엔(13억 5,000만 달러)에 인수한다는 보도가 있었다.

## 회사 로고

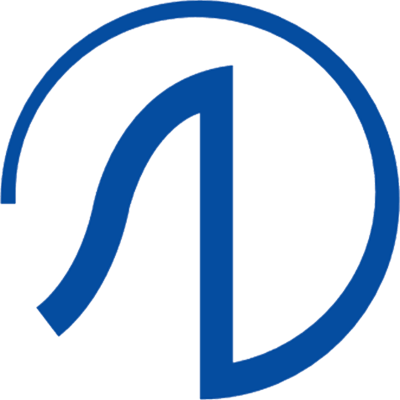
1999년 합병 당시의 기업 아이덴티티 , 2002년 판 통합 상표 교체 전까지
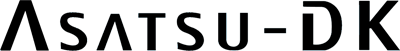
1999년 합병 당시 상표, 기업 아이덴티티 및 브랜드 선언 'Marketing Science ＆ Communication Services'
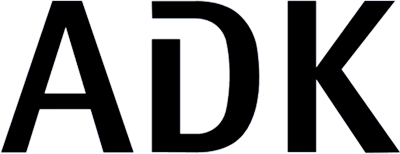
2001년 3월 30일, 다음 달 2일에 "ADK"라는 상호를 채택하고, 개정된 상표도 기업의 아이덴티티와 브랜드 선언에 통합될 것이라고 발표했다.
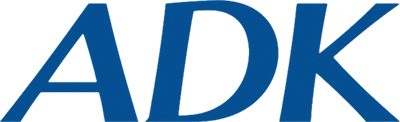
2002년 9월 27일 통합 비주얼 아이덴티티의 구 상표가 발표되었고, 같은 해 11월 1일에 런칭되었다<ref>
2004년 말에 등장한 로고 변형으로 2002년 버전의 상표를 2014년까지 점차 교체
현재 비주얼 아이덴티티 상표는 2014년 3월 19일에 공개되었고 같은 해 6월 1일에 런칭되었다.

### 내용주
1. ↑  과거 ADK를 자칭하고 있던 게임 소프트 개발 기업 ADK(구 알파 전자 공업)가 2003년에 도산한 것을 계기로 정식으로 ADK 표기를 사용한다. 제작 관련 작품에도 도중부터 ASATSU-DK 표시를 ADK로 변경했다.

### 참조주
1. ↑  “Company Overview of Asatsu-DK Inc.”. Bloomberg. 2018년 4월 9일에 확인함.
2. ↑  “The announcement of the loss of the founder” (PDF). adk.jp. 2015년 4월 18일. 2016년 12월 20일에 원본 문서 (PDF)에서 보존된 문서. 2016년 8월 28일에 확인함.
3. ↑  Fujito, Junko (2017년 10월 2일). “Bain aims to buy Japan advertising agency Asatsu-DK for $1.4 billion”. 《Reuters》. 2019년 10월 15일에 확인함.